# 古市六三

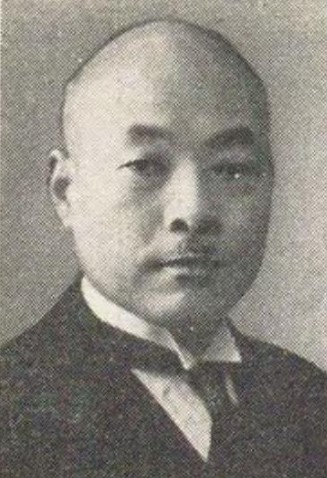
古市六三

古市 六三（ふるいち ろくぞう、1885年（明治18年）6月25日 - 1961年（昭和36年）3月10日）は、明治から昭和期の鉱山技術者、実業家、政治家、華族。貴族院男爵議員。

## 経歴
東京で工学者・古市公威の長男として生まれた。父の死去に伴い、1934年（昭和9年）3月1日、男爵を襲爵した。
1910年（明治43年）7月、東京帝国大学工科大学採鉱及冶金学科を卒業。同年、住友総本店に入社。以後、別子鉱業所採鉱課主任、住友合資技師長、住友本社技師長、住友鉱業取締役、昭和鉱業取締役、帝国鉱業開発副社長、同社長、東北亜鉛鉱業社長、藤田組会長、日本鉱業会会長などを務めた。
1942年（昭和17年）1月17日、貴族院男爵議員補欠選挙で当選し、公正会に所属して活動し1947年（昭和22年）5月2日の貴族院廃止まで在任した。その他、石炭生産能力調査委員会委員、鉄道省委員、運輸通信省委員を務めた。
また、日本の漕艇（ボート競技）の先駆者の一人で、日本漕艇協会（のちの日本ローイング協会）の会長を務めた。

## 親族
- 妻：千穂（ちほ、佐々木忠次郎三女）[1]
- 長男：功[1]
- 長女：治子（長松太郎の妻）[1]
- 二女：倭子（浅野財閥浅野泰治郎長男・浅野一治の妻）[1]